# زیرک (بشرویه)
زیرک یک منطقهٔ مسکونی در ایران است که در دهستان رقه واقع شده‌است. براساس سرشماری مرکز آمار ایران در سال ۱۳۹۵، زیرک ۲۷ نفر جمعیت دارد.